# Reformierte Kirche Münsingen BE

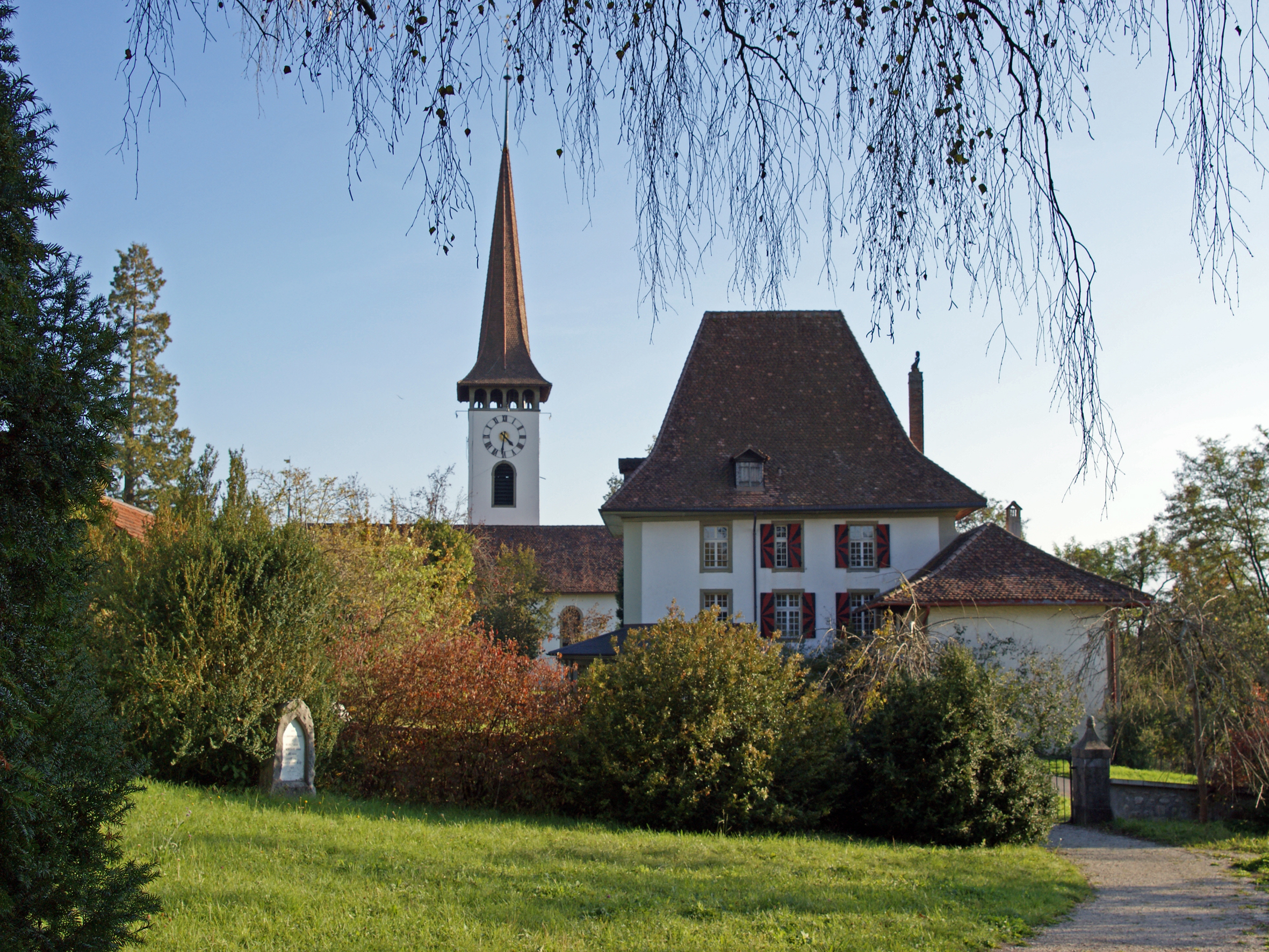
Pfarrhaus mit der Kirche im Hintergrund

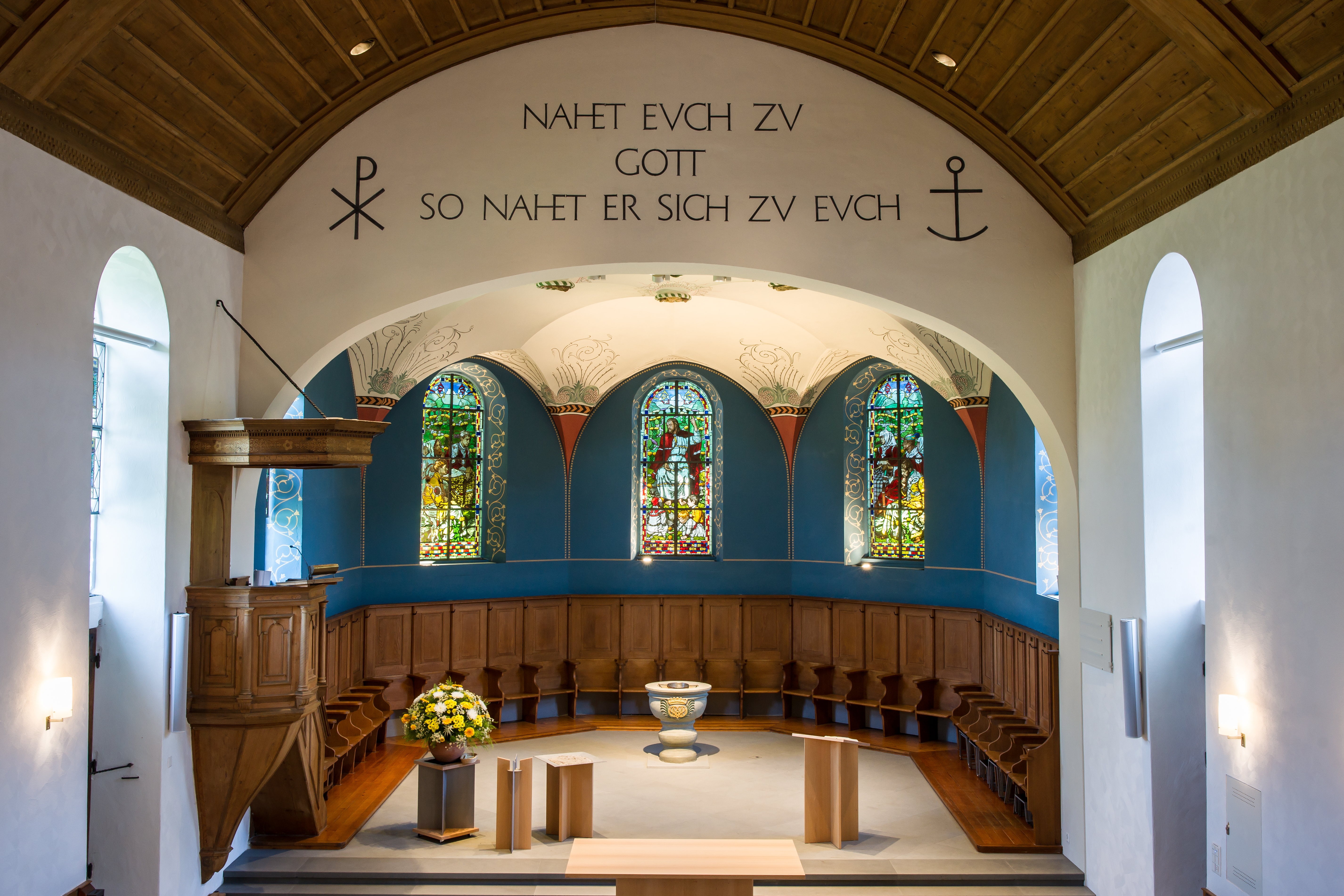
Restaurierung der Chorbemalung (2015)

Die reformierte Kirche Münsingen entstand zu Beginn des 18. Jahrhunderts anstelle einer mittelalterlichen Vorgängerkirche.

## Vorgängerbauten

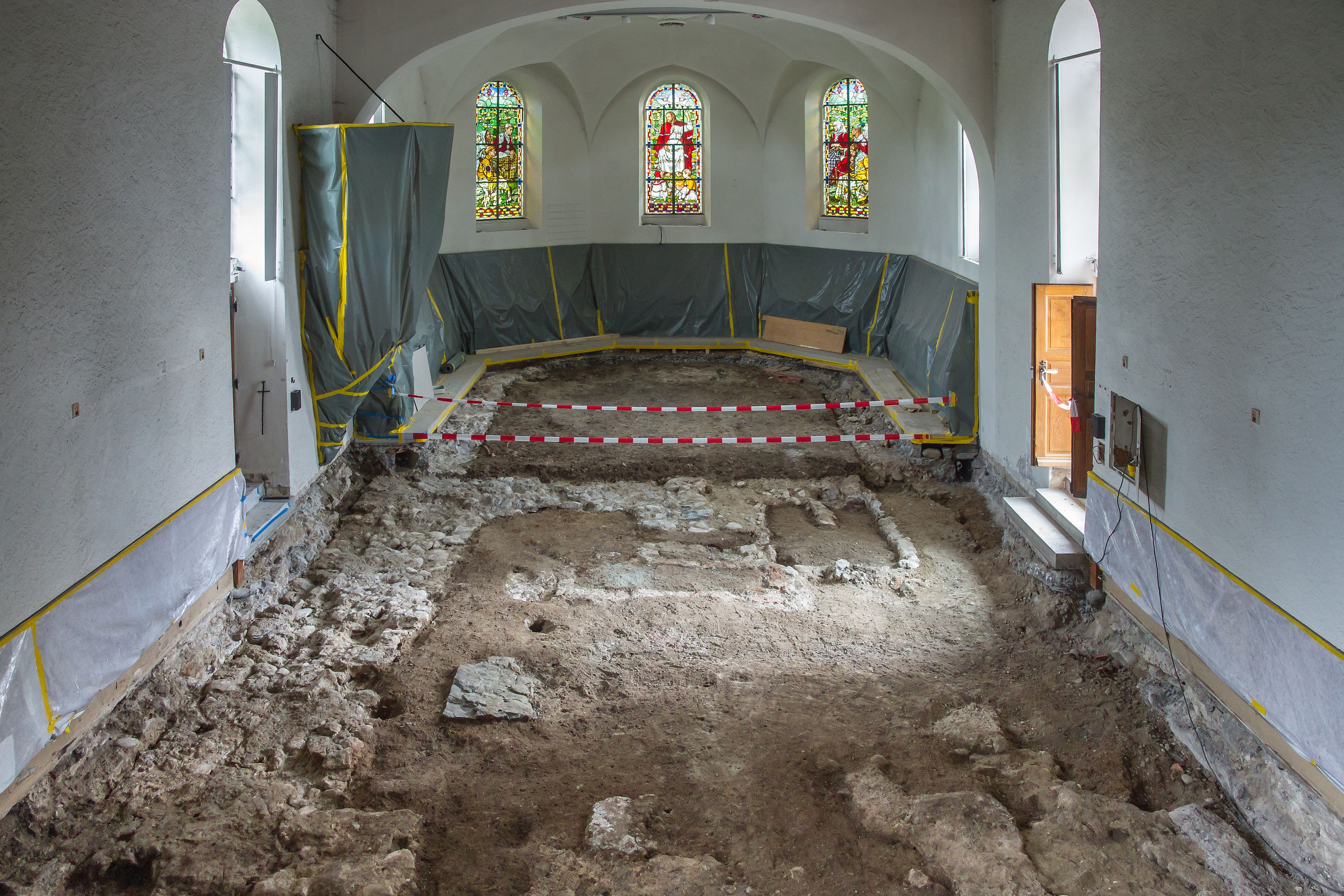
Grabungen des Archäologischen Dienstes des Kantons Bern (2014)

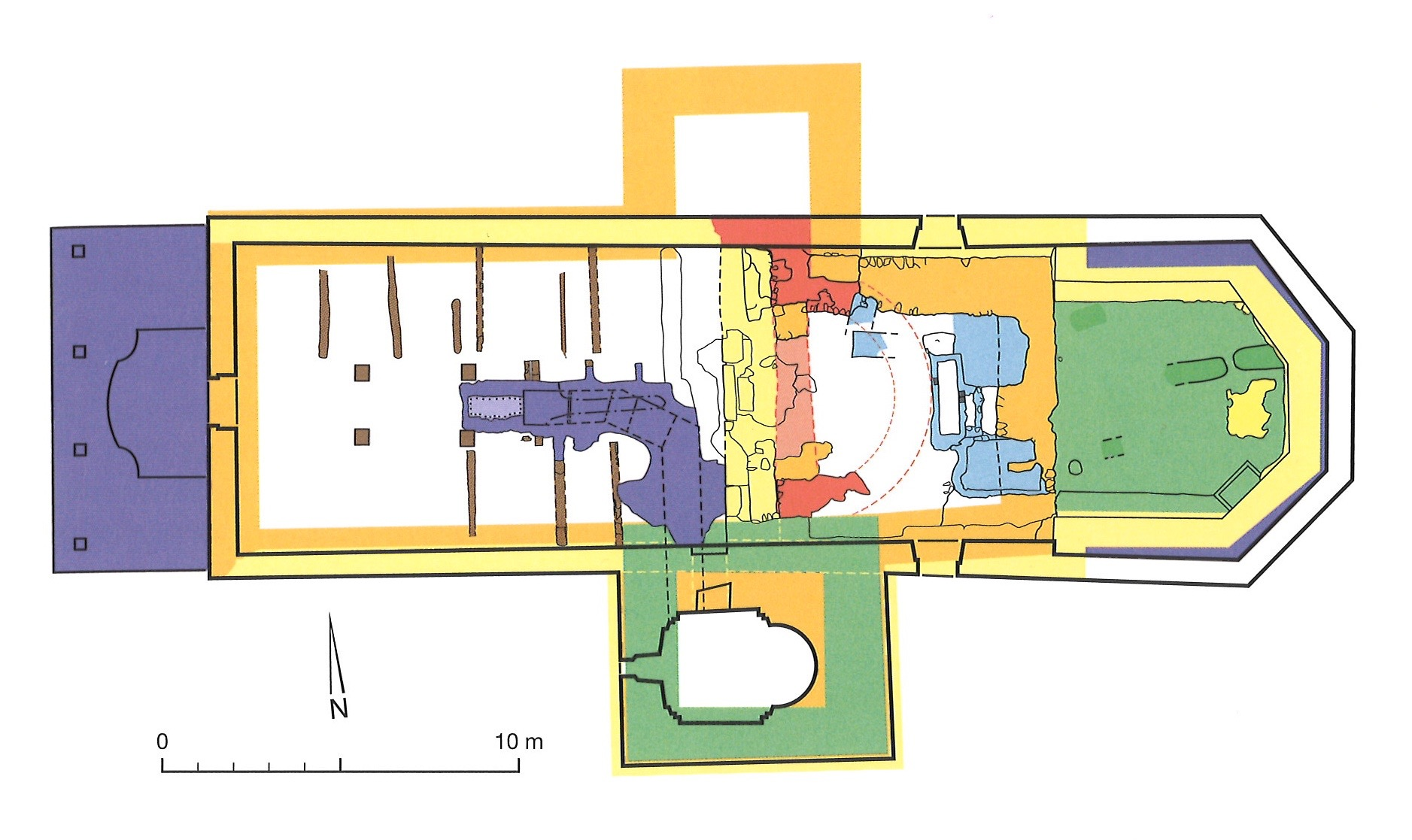
Bauphasen der Kirche Münsingen: grün: römisch und frühmittelalterlich; rot, karolingisch-ottonisch; orange, vor- oder frühromanisch; hellblau: Grabgruben aus verschiedenen Zeiten; gelb: gotisch, braun: 1709, violett: 1907

Bei der Innenrenovation der Kirche von 2014 kamen die Grundmauern der Vorgängerbauten der heutigen Kirche zum Vorschein. Folgende Bauphasen können heute belegt werden:
1. Die ältesten Teile der Kirche liegen unter dem Turm, wo ein kryptenartiger Raum aus römischer Zeit zu sehen ist. Das Hauptgebäude des römischen Gutshofs aus dem 2. Jahrhundert wird im Bereich des Kirchenschiffs vermutet. Rund um die Kirche wurden seit 1941 römische Bauten entdeckt, darunter ein römisches Bad.
2. Nach der römischen Zeit wurde der Gutshof im 7./8. Jahrhundert zum frühmittelalterlichen Friedhof. Möglicherweise wurde das römische Mausoleum nun zur frühchristlichen Memoria.
3. Die älteste nachweisbare Steinkirche aus karolingisch-ottonischer Zeit, 9./10. Jahrhundert, war eine Saalkirche mit beidseitig eingezogenem halbrundem Chor. Die Südwand dieser Kirche grenzt an das römische Mausoleum.
4. Eine zweite Kirche wurde in vor- oder frühromanischer Zeit, im 11. oder frühen 12. Jahrhundert über der ersten Kirche errichtet. Die Kirche erhielt einen grösseren rechteckigen Chor und vermutlich zwei rechteckige Absiden. An der Ostwand des Chors entdeckte man 2014 das Fundament eines Hochaltars. An den Choransätzen ist ein Chorbogen rekonstruierbar, welcher das Kirchenschiff vom Sanktuarium, welches nur den Geistlichen vorbehalten war, trennte. Der Grundriss war nun kreuzförmig. Das ehemals römische Mausoleum wurde zur Krypta umgebaut, welche vermutlich vom Querhaus der Kirche erreichbar war. Heute ist dieser Raum nur noch von aussen an der Westseite des Turms erreichbar. 1146 wird die Kirche erstmals urkundlich erwähnt.
5. Im 15. Jahrhundert wurde die Kirche zu einer langgestreckten Saalkirche in gotischem Stil umgebaut. Im Osten wurde der Kirche ein beidseitig eingezogener polygonaler Chor angebaut. Der Rechteckchor der alten Kirche wurde zum Vorchor und zum Raum für das Sanktuarium. Der vermutete nördliche Annex wurde damals aufgegeben und über dem südlichen Annex wurde um 1400 der Turm errichtet. Die Krypta, das ehemalige römische Mausoleum, wurde dabei erhalten. Zugänglich war der Turm und vermutlich auch die Krypta durch Treppen und Türen an der Südwand vom Kirchenraum her.

## Turm und Glocken
Nach 1400 wurde der Kirche ein Glockenturm angebaut. 1902 wurde der baufällige mittelalterliche Turm mit den vier Ecktürmchen, der 1795 einen neuen Helm bekommen hatte, gründlich umgestaltet und auf 47 Meter erhöht. Das heutige Aussehen hat er seit 1938. Eine 1412 von Johann Reber in Aarau gegossene Glocke trägt die Namen der Heiligen Martin und Theodul. Sie wurde 1857, als vier neue Glocken das alte Geläute ersetzten, nach Meikirch verkauft. Die vier seither verwendeten Glocken von 1857 heissen «Hoffnung», «Liebe», «Glaube» und «Eintracht». 1959 kam eine weitere Glocke hinzu, als das Geläute elektrifiziert wurde. Alle Glocken stammen aus der in Aarau beheimateten Giesserei H. Rüetschi und erklingen in der Tonfolge d' fis' a' h' d".

## Neubau im Jahr 1709

Kirche und Pfarrhaus (1822)

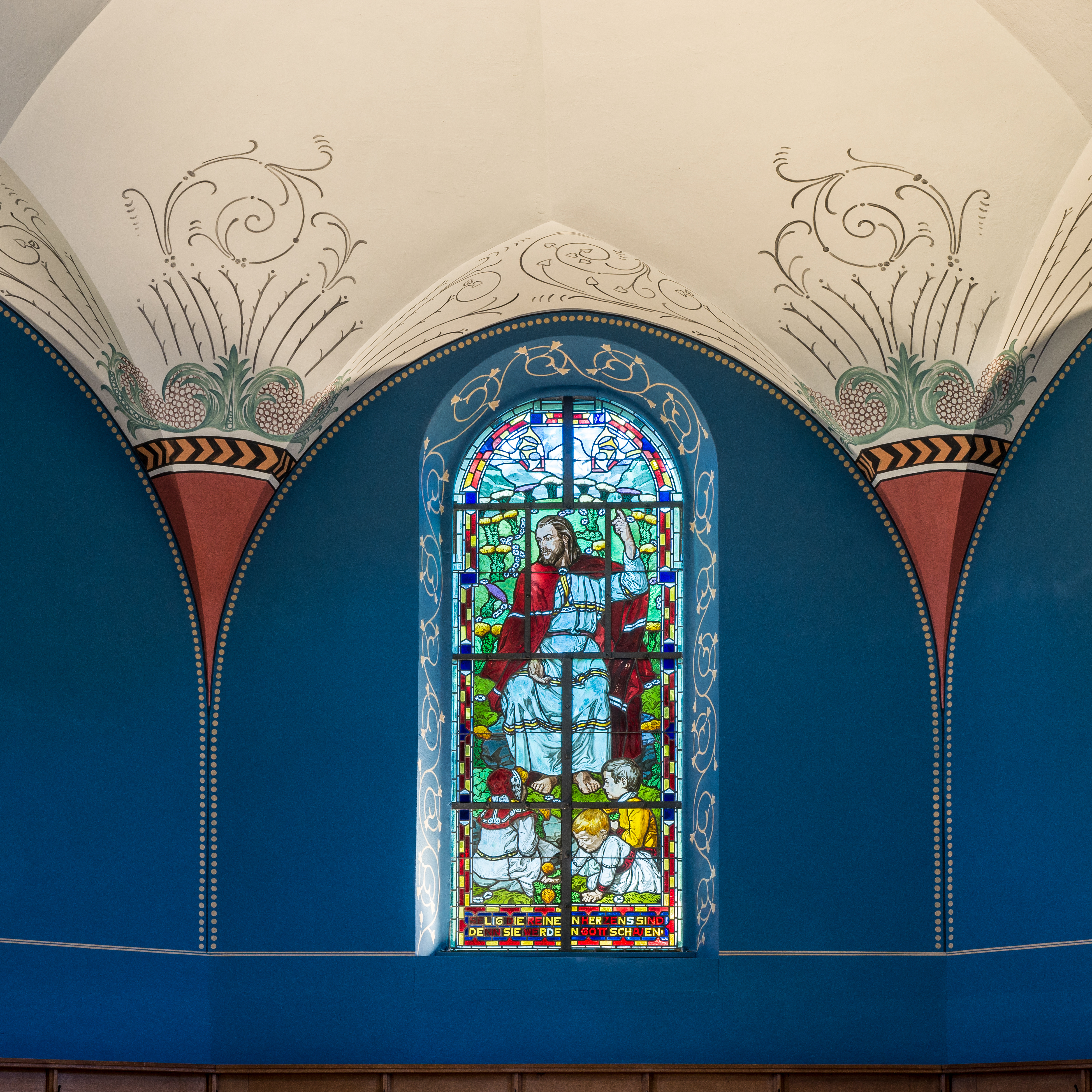
Restaurierung der Chorbemalung (2015)

Um 1700 musste die Kirche vergrössert werden. Man stellte ein Gesuch an die bernische Obrigkeit um Übernahme der Kosten von 80 Kronen. Nachdem auch ein zweites Gesuch um nochmals 100 Taler bewilligt wurde, baute der Münsterwerkmeister Abraham Dünz die neue Kirche mit geräumigem, dreiseitig geschlossenem Saal und Empore. Der Taufstein wurde neu gehauen, die Kanzel aus der alten Kirche erneuert. Älter als die Kanzel selbst ist ihr Renaissance-Hut mit der Jahrzahl 1620, dem Psalmvers in hebräischer Schrift und dem Stifternamen.
1907 wurde die Kirche unter der Leitung des Münsterbaumeisters Karl Indermühle umfassend renoviert. Die Flachdecke über dem Schiff wurde durch ein hölzernes Tonnengewölbe ersetzt, ein Chorbogen eingefügt und über dem Chor ein Kreuzgratgewölbe aus Gips mit den vier Evangelistensymbolen als Schlusssteine errichtet. Die westliche Vorhalle wurde 1915 angebaut.
In den späten 1930er-Jahren wurden das Chorgestühl, die Täferung und die Kirchenbestuhlung erneuert. Bei der nächsten Renovation 1961 wurde die reiche Ornamentik weiss überstrichen und die Stufen unter dem Chorbogen ans Ende der Bankreihen versetzt. Am Chorbogen steht links das Christusmonogramm XP, daneben ein Spruch aus dem Jakobusbrief: «Nahet euch zu Gott, so nahet er sich zu euch» und ein Anker als Zeichen der Rettung.
Bei der Innenrenovation von 2014/15 bekam die Kirche eine Bodenheizung. Dabei entdeckt man Mauern und Gräber der Vorgängerkirche. Über der Bodenheizung wurde in der ganzen Kirche einheitlich Sandstein verlegt. Die Chorstufe wurde unter den Chorbogen zurückversetzt und der Taufstein in den Chor verschoben. Im Chor wurden alte Farbreste von Karl Indermühle entdeckt. Mit Hilfe von Farbanalysen und alten Fotos wurde der Chor im Heimatstils nach Karl Indermühle wieder hergestellt. Um vorne im Kirchenschiff Platz zu schaffen, wurden einige Bankreihen weggenommen. Neu steht dort ein grosser Abendmahlstisch. Passend dazu wurden das Lesepult, der Kerzenständer und die Kerzenschale neu geschaffen.

## Chorfenster und Wappenscheiben
Die drei Fenster des Luzerner Kunstmalers Alois Balmer im Chor stellen die Bergpredigt dar. Den ersten Entwurf hatte um 1900 Carl Ludwig Lory in Auftrag gegeben. Nach längeren Diskussionen und Änderungen wurden die Fenster im Freiburger Atelier Kirsch und Fleckner hergestellt und 1919 eingeweiht. Die im Jahr 1562 von Hans Steiger, Herrn zu Münsingen, und seiner Frau Barbara Willading gestifteten Wappenscheiben erhielten 1709 in der neuen Kirche ihren Platz rechts der Kanzel unterhalb der bernischen Standesscheibe. Zum Neubau von 1709 stifteten die Herrschaft, Würdenträger und lokale Notabeln elf weitere Wappenscheiben.

## Orgel
Erst 260 Jahre nach der Reformation wurde das Orgelspiel in der Kirche als Ersatz für Vorsänger und Posaunenbläser wieder eingeführt. Eine erste Orgel liefert 1788 Peter Schärer aus Sumiswald. Die heutige Orgel wurde 1976 von der Firma Metzler aus Dietikon geschaffen. Der Prospekt und die Disposition stehen in der Tradition des Spätbarock. In den Jahren 1999 bis 2014 stand im Chor die Hausorgel von 1778 aus einem Bauernhaus aus Zäziwil. Nach der Innenrenovation der Kirche 2014/15 hatte sie in der Kirche keinen Platz mehr. Sie steht heute im sog. Chappeli neben der Kirche. Dort wird sie bei kleinen Abdankungen  gebraucht.

## Der Kirchenbezirk
Ursprünglich umfasste der Kirchenbezirk neben der Kirche mit Turm, dem Pfarrhaus und der Beinhauskapelle drei weitere Gebäude: An der Stelle des heutigen Kirchenparkplatzes stand seit 1453 die von Burkhard Nägeli und seiner Frau Benedikta von Hürnberg gestiftete Kaplanei. Das 1872 von einer Feuersbrunst zerstörte Haus beherbergte nach dem Dorfbrand von 1798 vorübergehend die Schule und später eine Bäckerei. Nicht mehr vorhanden sind die Pfrundscheune und der Speicher, die nördlich des Pfarrhauses standen.

## Das Pfarrhaus
Das spätgotische Pfarrhaus wurde 1489 bis 1490 an der Stelle eines Vorgängerbaus errichtet und 1766 in ein Barockgebäude mit regelmässiger Fensterfront umgebaut. Im westlichen Anbau sind heute noch die Kästen vorhanden, die einst dem Pfarrer zur Lagerung des Kornzehnten dienten.  Die Kirchgemeinde Münsingen hat das bedeutende Gebäude dem Kanton Bern 2005 für 460’000 Franken abgekauft.

## Die Beinhauskapelle – das Kappeli
1475 wurde auf der Südseite der Kirche eine den Heiligen Blasius, Ottilie, Valentin, Elisabeth und Luzia geweihte Kapelle errichtet, das heutige Kappeli. Mit der Geländeaufschüttung 1709 wurde das Untergeschoss der doppelstöckigen Beinhauskapelle zum Keller umfunktioniert. Bei einem Umbau 1841 wurde das Haus unter Belassung des Chors mit den gotischen Spitzbogenfenstern nach Westen erweitert. Heute dient es der Kirchgemeinde als Mehrzweckraum.

## Kirchgemeinde

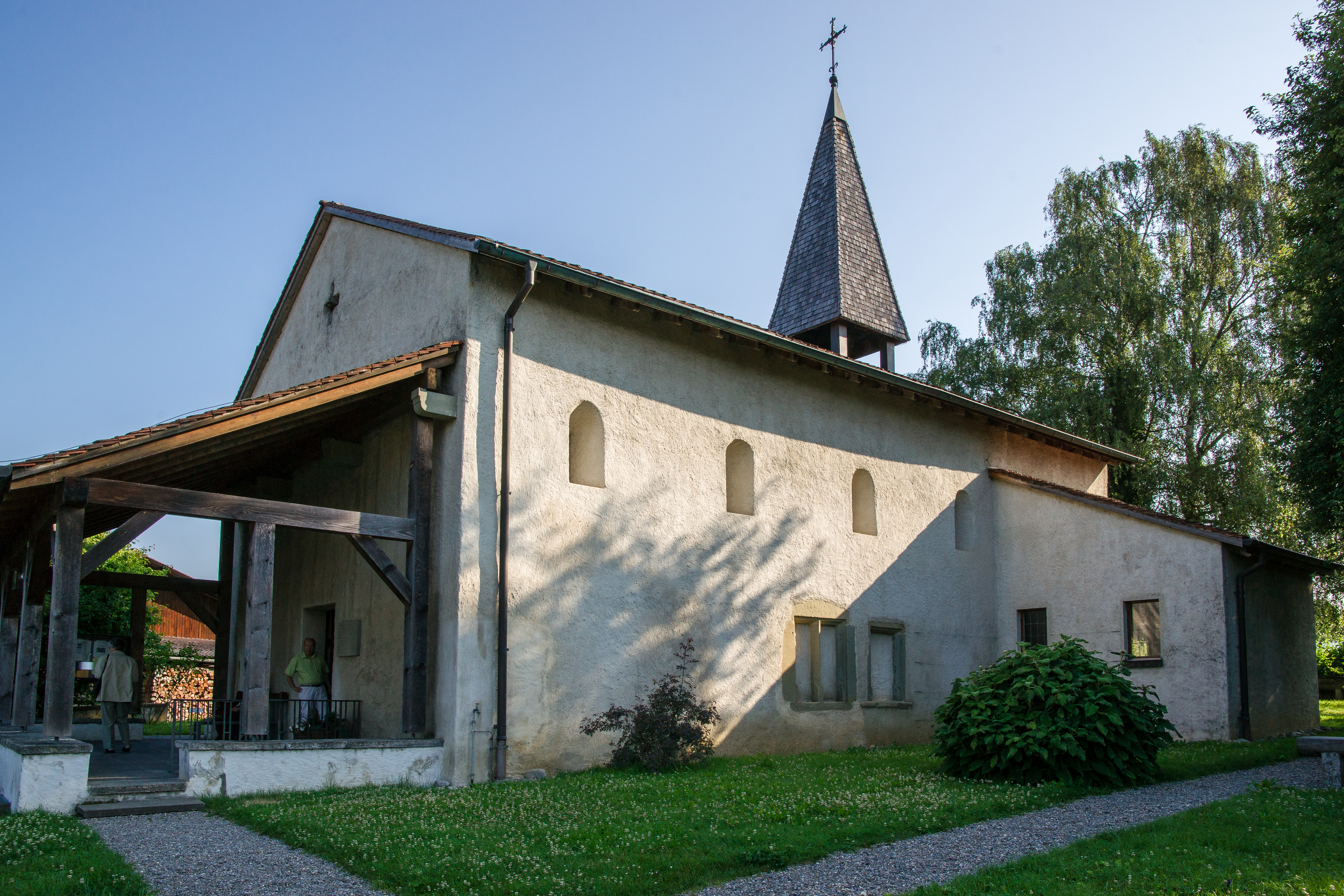
Kirche Kleinhöchstetten

Die Pfarrei Münsingen gehörte vor der Reformation zum Bistum von Konstanz. Das Bistum war in 66 Dekanate unterteilt. Eines davon war das Dekanat Münsingen, welches vom Hasliltal bis nördlich von Bern 29 Pfarrkirchen umfasste. In Münsingen trafen sich die Geistlichen des Dekanats zu Konferenzen.
Die Pfarrei Münsingen war grösser als die heutige reformierte Kirchgemeinde Münsingen. Sie umfasste die Dörfer Münsingen (Münsingenviertel), Konolfingen, Gysenstein (Gysensteinviertel), Tägertschi, Stalden, Häutligen, Hünigen (Tägertschiviertel), Allmendingen, Beitenwil, Rubigen und Trimstein (Rubigenviertel). Ihr unterstand auch die Kapelle Ursellen und die Kirche Kleinhöchstetten.
1911 trennten sich die Dörfer Gysenstein, Konolfingen, Stalden, Häutligen und Hünigen von der Kirchgemeinde Münsingen und bildeten zusammen die Kirchgemeinde Stalden, die heute Kirchgemeinde Konolfingen.
Zur Kirchgemeinde Münsingen zählen heute nur noch die Gemeinden Münsingen, Rubigen, und Allmendingen bei Bern. Trimstein (seit 2013) und Tägertschi (seit 2017) sind heute Teil der Gemeinde Münsingen.